# Генеалогічне дерево

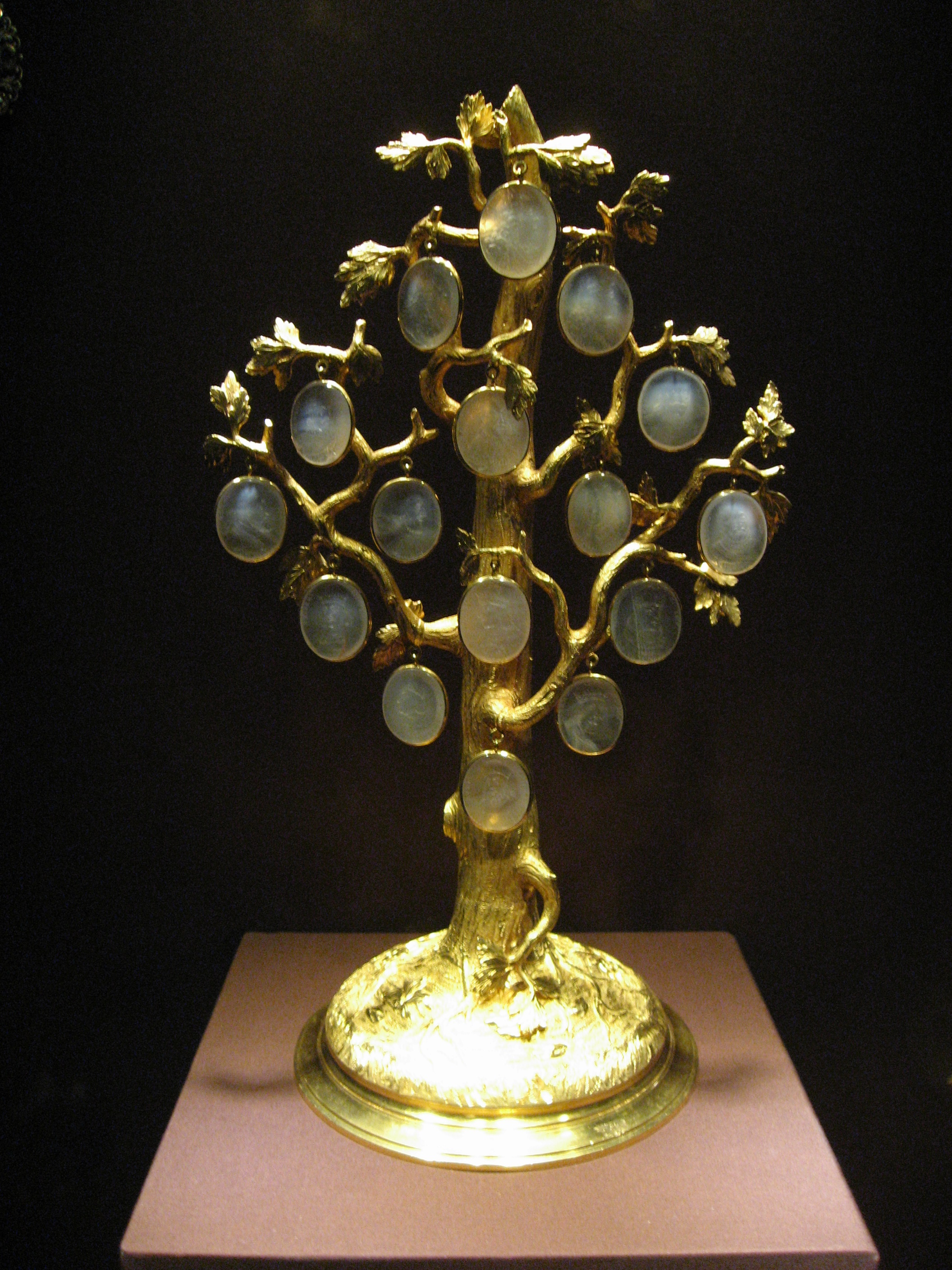
Родовідне древо королів та імператорів династії Габсбургів, 1725—30, Імператорська скарбниця, Відень

Генеалогічне дерево, родовідне дерево (генеалогічний розпис, генеалогічна таблиця, родовідне древо) — фрагмент (витяг) зі списком нащадків, на якому розмішені носії одного і того ж прізвища та їхнє подружжя, та в якому суворо дотримується таке правило, наприклад: зміна прізвища, усиновлення (або удочеріння), іноземне юридичне ім'я фізичної особи і т. д., не завжди можливе. Є складовим поняттям генеалогії.
Генеалогічне дерево в порівнянні з родовим списком переважає більшою наочністю, а також збільшенням сім'ї. Основний недолік в тому, що місцезнаходження досліджень в доповненнях і розширеннях лише вставляється. Навіть з використанням електронних засобів масової інформації, виникають масові проблеми форматування, які можна вирішити без особливих зусиль, тільки повернувшись до баз даних та віртуального перерахунку результатів таблиці — але це, в принципі, в свою чергу, означає не більше, ніж запам'ятовування списку.
В обох формах присутній найстаріший предок, рід батька, рід матері чи рід батьків, встановлений вище, на відміну від родового дерева, де він чи вона розміщені на корені. Наступні покоління спускаються зімкнутими рядами, горизонтально в родоводі, вертикально в родовому списку

- «низхідний родовід» або
- «висхідний родовід».

У генеалогічному дереві імена дітей беруться в дужки.
Такий розмовний термін як «родовід», який означає генеалогічне дерево, широко вживається у побуті, не використовуючи спеціальну термінологію.
За законом, найчастіше лише три чи чотири покоління нащадків називається прямими нащадками.
У довідниках існує сортування за прізвищами сімей, таким чином генеалогічне дерево чи родовід має природну форму подання, таку ж як сімейні історії. Списки нащадків переважають в монографіях, які присвячені певним особистостям та їхнім нащадкам.